# Сингония
Сингония (от на гръцки: σύν „заедно“ и на гръцки: γωνία „ъгъл“) е термин от класификацията на кристалните вещества според триизмерната им геометрична структура. Тя зависи от кристалографските групи на симетрия и кристалните решетки в зависимост от координатната система; групите на симетрия с обща координатна система се обединяват в една сингония. Кристалите, принадлежащи към една и съща сингония, имат подобни ъгли и ребра на елементарните клетки. Използва се като синоним на кристална система.

## Кристални системи и кристални семейства
Кристалната система е клас елементарни клетки с еднакъв набор от решетъчни точки. В зависимост от формата на кристалите са класифицирани 7 кристални системи – кубична, орторомбична, моноклинна, триклинна, тетрагонална, хексагонална и тригонална, като всяка от тях включва кристали със сродна симетрия. Осите (единични, двойни, тройни, четворни и шесторни) и равините на симетрия определят мястото на даден кристал в кристална система. Осите на симетрия, дефиниращи кристална система, се наричат кристалографски оси.
В кристална система набор от точкови групи и съответните им пространствени групи се присвояват на решетъчна система. От 32-те триизмерни точкови групи, повечето са характерни само за една кристална решетка. Пет точкови групи са приписани на две решетъчни системи – ромбоедрична и шестоъгълна, тъй като и двете имат тройна ротационна симетрия. Тези точкови групи са приписани на тригоналната кристална система.
Кристалното семейство се определя чрез комбиниране на кристални системи, които имат пространствени групи, приписани на обща кристална решетка. В три измерения кристалните семейства и системи са идентични, с изключение на хексагоналната и тригоналната кристални системи, които са обединени в едно хексагонално кристално семейство. Общо има шест кристални семейства: триклинни, моноклинни, орторомбични, тетрагонални, шестоъгълни и кубични.